# Mont Orchez
Le mont Orchez, ou pointe d'Orchez, est un sommet boisé de Haute-Savoie situé dans le massif du Chablais, à cheval sur les communes de Châtillon-sur-Cluses et Thyez.

## Accès
On peut accéder au sommet à partir du lieu-dit des Places (Mieussy), ou de Vers Larroz (Châtillon-sur-Cluses). Un autre accès au sommet se fait depuis Sur le Coux (Thyez).